# Crateri lunari (O-Q)
Segue un elenco dei crateri d'impatto lunari ufficialmente riconosciuti dall'Unione Astronomica Internazionale le cui iniziali siano comprese tra O e Q.

## O
| Cratere      | Eponimo | Latitudine | Longitudine | Diametro  | Crateri minori            |
| ------------ | --- | ---------- | ----------- | --------- | ------------------------- |
| Oberth       | Hermann Oberth - Scienziato austriaco (1894-1989).                                                                                           | 62,49° N   | 154,84° E   | 49,52 km  | nessuno                   |
| Obruchev     | Vladimir Afanas'evič Obručev - Geologo sovietico (1863-1956).                                                                                | 38,67° S   | 162,43° E   | 72,23 km  | M T V X                   |
| O'Day        | Marcus O'Day - Fisico statunitense (1897-1961).                                                                                              | 30,42° S   | 157,29° E   | 70,41 km  | B M T                     |
| Oenopides    | Enopide di Chio - Astronomo greco (fl. V secolo a.C.).                                                                                       | 57,13° N   | 295,8° E    | 73,47 km  | B K L M R S T X Y Z       |
| Oersted      | Hans Christian Ørsted - Fisico danese (1777-1851).                                                                                           | 43,09° N   | 47,25° E    | 42,28 km  | A P U                     |
| Ohm          | Georg Ohm - Fisico tedesco (1789-1854). | 18,32° N   | 246,22° E   | 61,75 km  | nessuno                   |
| Oken         | Lorenz Oken - Biologo tedesco (1779-1851).                                                                                                   | 43,76° S   | 76,09° E    | 78,67 km  | A E F L M N               |
| Olbers       | Heinrich Wilhelm Olbers - Astronomo tedesco (1758-1840).                                                                                     | 7,3° N     | 283,86° E   | 73,02 km  | (A) B D G H K M N S V W Y |
| Olcott       | William Tyler Olcott - Astronomo statunitense (1873-1936).                                                                                   | 20,57° N   | 117,79° E   | 79,94 km  | E L M                     |
| Olivier      | Charles Pollard Olivier - Astronomo statunitense (1884-1975).                                                                                | 58,72° N   | 138,44° E   | 78,45 km  | N Y                       |
| Omar Khayyam | ʿUmar Khayyām - Astronomo persiano (c. 1048-c. 1131).                                                                                        | 58,21° N   | 257,78° E   | 68,64 km  | nessuno                   |
| Onizuka      | Ellison Onizuka - Astronauta statunitense (1946-1986).                                                                                       | 36,38° S   | 210,21° E   | 26,88 km  | nessuno                   |
| Opelt        | Friedrich Wilhelm e Otto Moritz Opelt - Astronomi tedeschi, padre (1794-1863) e figlio (1829-1912).                                          | 16,32° S   | 342,36° E   | 48,73 km  | E F G H K                 |
| Oppenheimer  | J. Robert Oppenheimer - Fisico statunitense (1904-1967).                                                                                     | 35,32° S   | 193,97° E   | 201,16 km | F H R U V W               |
| Oppolzer     | Theodor von Oppolzer - Astronomo austriaco (1841-1886).                                                                                      | 1,52° S    | 359,55° E   | 40,87 km  | A K                       |
| Oresme       | Nicola d'Oresme - Matematico francese (1323-1382).                                                                                           | 42,61° S   | 169,22° E   | 82,05 km  | K Q U V                   |
| Orlov        | Aleksandr Iakovlevič e Sergei Vladimirovič Orlov - Astronomi sovietici, rispettivamente (1880-1954) e (1880-1958). Non imparentati tra loro. | 25,77° S   | 184,92° E   | 72,93 km  | D Y                       |
| Orontius     | Oronzio Fineo - Matematico francese (1494-1555).                                                                                             | 40,37° S   | 356,04° E   | 121,02 km | A B C D E F               |
| Osama        | Osama - Nome maschile arabo. | 18,61° N   | 5,27° E     | 0,42 km   | nessuno                   |
| Osiris       | Osiris - Nome maschile egiziano. | 18,65° N   | 27,65° E    | 0,96 km   | nessuno                   |
| Osman        | Osman - Nome maschile turco. | 10,98° S   | 353,75° E   | 1,79 km   | nessuno                   |
| Ostwald      | Wilhelm Ostwald - Chimico tedesco (1853-1932).                                                                                               | 10,24° N   | 121,95° E   | 108,13 km | Y                         |

## P
| Cratere         | Eponimo | Latitudine | Longitudine | Diametro  | Crateri minori                                     |
| --------------- | --- | ---------- | ----------- | --------- | -------------------------------------------------- |
| Palisa          | Johann Palisa - Astronomo austriaco (1848-1925).                                                                        | 9,47° S    | 352,81° E   | 33,47 km  | A C D E P T W                                      |
| Palitzsch       | Johann Georg Palitzsch - Astronomo tedesco (1723-1788).                                                                 | 28,02° S   | 64,39° E    | 41,87 km  | A B                                                |
| Pallas          | Peter Simon Pallas - Geologo russo di nascita tedesco (1741-1811).                                                      | 5,48° N    | 358,35° E   | 49,51 km  | A B C D E F H N V W X                              |
| Palmieri        | Luigi Palmieri - Fisico italiano (1807-1896).                                                                           | 28,64° S   | 312,2° E    | 39,84 km  | A B E G H J                                        |
| Paneth          | Friedrich Adolf Paneth - Chimico tedesco (1887-1958).                                                                   | 62,6° N    | 265,37° E   | 60,92 km  | A K W                                              |
| Pannekoek       | Anton Pannekoek - Astronomo olandese (1873-1960).                                                                       | 4,2° S     | 140,69° E   | 67,5 km   | A D R S T                                          |
| Papaleksi       | Nikolaj Dmitrievič Papaleksi - Fisico sovietico (1880-1947).                                                            | 10,15° N   | 163,95° E   | 92,03 km  | Q                                                  |
| Paracelsus      | Paracelso - Chimico svizzero (1493-1541).                                                                               | 22,92° S   | 163,44° E   | 85,88 km  | C E G H M N P Y                                    |
| Paraskevopoulos | John Stefanos Paraskevopoulos - Astronomo greco naturalizzato statunitense (1889-1951).                                 | 50,09° N   | 209,66° E   | 98,87 km  | E H N Q R S U X Y                                  |
| Parenago        | Pavel Petrovič Parenago - Astronomo sovietico (1906-1960).                                                              | 25,88° N   | 251,09° E   | 94,57 km  | T W Z                                              |
| Parkhurst       | John Adelbert Parkhurst - Astronomo statunitense (1861-1925).                                                           | 33,29° S   | 103,69° E   | 93,08 km  | B D K Q X Y                                        |
| Parrot          | Johann Jacob Friedrich Wilhelm Parrot - Fisico russo (1792-1840).                                                       | 14,57° S   | 3,29° E     | 70,66 km  | A B C D E F G H J K L M N O P Q R S T U V W X Y    |
| Parry           | William Edward Parry - Esploratore britannico (1790-1855).                                                              | 7,88° S    | 344,22° E   | 47,28 km  | (A) B C D E F L M                                  |
| Parsons         | Jack Parsons - Scienziato statunitense (1914-1952).                                                                     | 37,25° N   | 188,84° E   | 41,12 km  | D E L M N P                                        |
| Pascal          | Blaise Pascal - Matematico francese (1623-1662).                                                                        | 74,36° N   | 289,37° E   | 108,2 km  | A F G J L                                          |
| Paschen         | Friedrich Paschen - Fisico tedesco (1865-1940).                                                                         | 14,06° S   | 219,47° E   | 127,36 km | G H K L M S U                                      |
| Pasteur         | Louis Pasteur - Chimico francese (1822-1895).                                                                           | 11,58° S   | 104,91° E   | 232,77 km | A B D E G H M Q S (T) U V Y Z                      |
| Patricia        | Patricia - Nome femminile inglese.                                                                                      | 24,91° N   | 0,5° E      | 10,08 km  | nessuno                                            |
| Patsaev         | Viktor Ivanovič Pacaev - Cosmonauta sovietico (1933-1971).                                                              | 16,77° S   | 133,6° E    | 55,25 km  | (G) K Q                                            |
| Pauli           | Wolfgang Pauli - Fisico austriaco (1900-1958).                                                                          | 44,76° S   | 137,35° E   | 95,28 km  | E                                                  |
| Pavlov          | Ivan Pavlov - Fisico sovietico (1849-1936).                                                                             | 28,28° S   | 142,4° E    | 143,05 km | G H M P T V                                        |
| Pawsey          | Joseph Lade Pawsey - Astronomo australiano (1908-1962).                                                                 | 44,24° N   | 145,29° E   | 59,98 km  | nessuno                                            |
| Peary           | Robert Edwin Peary - Esploratore statunitense (1856-1920).                                                              | 88,63° N   | 24,4° E     | 78,75 km  | nessuno                                            |
| Pease           | Francis Gladheim Pease - Astronomo statunitense (1881-1938).                                                            | 12,51° N   | 253,7° E    | 40,84 km  | nessuno                                            |
| Peek            | Bertrand Meigh Peek - Astronomo britannico (1891-1965).                                                                 | 2,76° N    | 86,96° E    | 12,55 km  | nessuno                                            |
| Pei Xiu         | Pei Xiu - Geografo cinese (224-271).                                                                                    | 44,06° N   | 307,25° E   | 2,2 km    | nessuno                                            |
| Peirce          | Benjamin Peirce - Astronomo statunitense (1809-1880).                                                                   | 18,26° N   | 53,35° E    | 18,86 km  | (B) C                                              |
| Peirescius      | Nicolas-Claude Fabri de Peiresc - Astronomo francese (1580-1637).                                                       | 46,4° S    | 67,8° E     | 61,53 km  | A B C D G H J                                      |
| Pentland        | Joseph Barclay Pentland - Geografo irlandese (1797-1873).                                                               | 64,57° S   | 11,34° E    | 56,45 km  | A B C D E F J K L M N O P DA                       |
| Perel'man       | Yakov Isidorovič Perel'man - Scienziato sovietico (1882-1942).                                                          | 24,05° S   | 106,01° E   | 48,87 km  | E S                                                |
| Perepelkin      | Evgenij Jakovlevič Perepelkin - Astrofisico sovietico (1906-1938).                                                      | 9,99° S    | 128,8° E    | 88,74 km  | P                                                  |
| Perey           | Marguerite Perey - Fisica francese (1909-1975).                                                                         | 42,46° S   | 206,31° E   | 1,60 km   | nessuno                                            |
| Perkin          | Richard Scott Perkin - Progettista statunitense di telescopi (1906-1969).                                               | 47,02° N   | 184,27° E   | 62,48 km  | nessuno                                            |
| Perrine         | Charles Dillon Perrine - Astronomo statunitense (1867-1951).                                                            | 42,11° N   | 232,05° E   | 87,41 km  | E G L S T                                          |
| Petavius        | Denis Pétau - Astronomo francese (1583-1652).                                                                           | 25,39° S   | 60,78° E    | 184,06 km | A B C D                                            |
| Petermann       | August Petermann - Geografo tedesco (1822-1878).                                                                        | 74,35° N   | 67,89° E    | 76,95 km  | A B C D E R S X Y                                  |
| Peters          | Christian August Friedrich Peters - Astronomo tedesco (1806-1880).                                                      | 68,07° N   | 29,39° E    | 14,67 km  | nessuno                                            |
| Petit           | Alexis Therese Petit - Fisico francese (1771-1820).                                                                     | 2,32° N    | 63,46° E    | 5,04 km   | nessuno                                            |
| Petrie          | Robert Methven Petrie - Astrofisico canadese di nascita scozzese (1906-1966).                                           | 45,14° N   | 108,47° E   | 32,86 km  | U                                                  |
| Petropavlovskiy | Boris Sergeevič Petropavlovskiy - Ingegnere sovietico (1898-1933).                                                      | 36,92° N   | 244,72° E   | 64,07 km  | M                                                  |
| Petrov          | Evgenij Stefanovič Petrov - Scienziato sovietico (1900-1942).                                                           | 61,36° S   | 88,18° E    | 55,44 km  | A B                                                |
| Pettit          | Edison Pettit - Astronomo statunitense (1889-1962).                                                                     | 27,52° S   | 273,25° E   | 36,67 km  | C (T)                                              |
| Petzval         | Jozef Maximilián Petzval - Ottico austriaco (1807-1891).                                                                | 62,73° S   | 249,17° E   | 93,47 km  | C D                                                |
| Phillips        | John Phillips - Geologo britannico (1800-1874).                                                                         | 26,57° S   | 75,67° E    | 104,21 km | A B C D E F G H W                                  |
| Philolaus       | Filolao - Astronomo greco (fl. 400 a.C.).                                                                               | 72,22° N   | 327,12° E   | 71,44 km  | B C D E F G U W                                    |
| Phocylides      | Johannes Phocylides Holwarda - Astronomo olandese (1618-1651).                                                          | 52,79° S   | 302,69° E   | 115,18 km | A B C D E F G J K L M N S V X Z KA KB              |
| Piazzi          | Giuseppe Piazzi - Astronomo italiano (1746-1826).                                                                       | 36,16° S   | 291,99° E   | 102,57 km | A B C F G H K M N P                                |
| Piazzi Smyth    | Charles Piazzi Smyth - Astronomo scozzese di nascita italiano (1819-1900).                                              | 41,91° N   | 356,76° E   | 12,96 km  | B M U V W Y Z                                      |
| Picard          | Jean Picard - Astronomo francese (1620-1682).                                                                           | 14,57° N   | 54,72° E    | 22,35 km  | (G) (H) K L M N P (X) Y (Z)                        |
| Piccolomini     | Alessandro Piccolomini - Astronomo italiano (1508-1578).                                                                | 29,7° S    | 32,2° E     | 87,58 km  | A B C D E F G H J K L M N O P Q R S T W X          |
| Pickering       | Edward Charles e William Henry Pickering - Astronomi statunitensi. Fratelli, rispettivamente (1846-1919) e (1858-1938). | 2,88° S    | 6,99° E     | 15,4 km   | A B C                                              |
| Pictet          | Marc-Auguste Pictet-Turretin - Fisico svizzero (1752-1825).                                                             | 43,56° S   | 352,51° E   | 59,95 km  | A C D E F N                                        |
| Pierazzo        | Elisabetta Pierazzo - Scienziata italiana (1963-2011).                                                                  | 3,3° N     | 259,76° E   | 9,29 km   | nessuno                                            |
| Pikel'ner       | Solomon Borisovič Pikelner - Astronomo sovietico (1921-1975).                                                           | 48,37° S   | 124,25° E   | 40,96 km  | F G (K) S Y                                        |
| Pilâtre         | Jean-François Pilâtre de Rozier - Pioniere francese del volo (1756-1785).                                               | 60,17° S   | 273,3° E    | 64,37 km  | nessuno                                            |
| Pingré          | Alexandre Guy Pingré - Astronomo francese (1711-1796).                                                                  | 58,64° S   | 286,05° E   | 88,43 km  | B C D E F G (H) J K L M N P S U W X Y Z            |
| Pirquet         | Guido von Pirquet - Pioniere austriaco dell'astronautica (1880-1966).                                                   | 20,34° S   | 139,93° E   | 62,14 km  | S X                                                |
| Pitatus         | Pietro Pitati - Astronomo italiano (fl. c. 1500).                                                                       | 29,88° S   | 346,47° E   | 100,63 km | A B C D E G H J K L M N P Q R S T V W X Z          |
| Pitiscus        | Bartholomaeus Pitiscus - Matematico tedesco (1561-1613).                                                                | 50,61° S   | 30,57° E    | 79,85 km  | A B C D E F G J K L R S T U V W                    |
| Pizzetti        | Paolo Pizzetti - Geodesista italiano (1860-1918).                                                                       | 35,06° S   | 119,29° E   | 53,47 km  | C W                                                |
| Plana           | Giovanni Plana - Astronomo italiano (1781-1864).                                                                        | 42,25° N   | 28,22° E    | 42,97 km  | C D E F G                                          |
| Planck          | Max Planck - Fisico tedesco (1858-1947).                                                                                | 57,27° S   | 135,34° E   | 319,46 km | A B C J K L W X Y Z                                |
| Planté          | Gaston Planté - Fisico francese (1834-1889).                                                                            | 10,22° S   | 163,26° E   | 36,8 km   | nessuno                                            |
| Plaskett        | John Stanley Plaskett - Astronomo canadese (1865-1941).                                                                 | 81,63° N   | 176,71° E   | 114,34 km | H S U V                                            |
| Plato           | Platone - Filosofo greco (c.428-c.347 a.C.).                                                                            | 51,62° N   | 350,62° E   | 100,68 km | (A) B C D E F G H J K L M O P Q R S T U V W X Y KA |
| Playfair        | John Playfair - Matematico scozzese (1748-1819).                                                                        | 23,56° S   | 8,45° E     | 49,88 km  | A B C D E F G H J K                                |
| Plinius         | Plinio il Vecchio - Naturalista romano (23-79).                                                                         | 15,36° N   | 23,61° E    | 41,31 km  | A B                                                |
| Plummer         | Henry Crozier Keating Plummer - Astronomo britannico (1875-1946).                                                       | 24,62° S   | 205,14° E   | 75,7 km   | C M N R W                                          |
| Plutarch        | Plutarco - Biografo greco (c. 46-c. 120).                                                                               | 24,18° N   | 79,05° E    | 69,59 km  | C D F G H K L M N                                  |
| Poczobutt       | Marcin Odlanicki Poczobutt - Astronomo polacco (1728-1810).                                                             | 57,27° N   | 260,77° E   | 212,36 km | J R                                                |
| Pogson          | Norman Robert Pogson - Astronomo britannico (1829-1891).                                                                | 42,38° S   | 111,11° E   | 40,87 km  | C F G                                              |
| Poincaré        | Henri Poincaré - Fisico francese (1854-1912).                                                                           | 56,86° S   | 163,99° E   | 345,99 km | C E F J Q (R) X Z                                  |
| Poinsot         | Louis Poinsot - Matematico francese (1777-1859).                                                                        | 78,9° N    | 213,79° E   | 65,11 km  | E K P                                              |
| Poisson         | Siméon-Denis Poisson - Matematico francese (1781-1840).                                                                 | 30,34° S   | 10,56° E    | 41,4 km   | A B C D E F G H J K L M N O P Q R S T U V W X Z    |
| Polybius        | Polibio - Storico greco (c. 204 - c. 122 a.C.).                                                                         | 22,46° S   | 25,63° E    | 40,81 km  | A B C D E F G H J K L M N P Q R T V                |
| Polzunov        | Ivan Ivanovič Polzunov - Ingegnere russo (1728-1766).                                                                   | 25,57° N   | 115,01° E   | 66,53 km  | J N                                                |
| Pomortsev       | Mikhail Mikhailovič Pomortsev - Scienziato russo (1851-1916).                                                           | 0,74° N    | 66,91° E    | 25,51 km  | nessuno                                            |
| Poncelet        | Jean Victor Poncelet - Matematico francese (1788-1867).                                                                 | 75,91° N   | 305,43° E   | 67,57 km  | A B C D H P Q R S                                  |
| Pons            | Jean-Louis Pons - Astronomo francese (1761-1831).                                                                       | 25,43° S   | 21,55° E    | 39,7 km   | A B C D E F G H J K L M N P                        |
| Pontanus        | Giovanni Pontano - Astronomo italiano (1427-1503).                                                                      | 28,42° S   | 14,36° E    | 55,66 km  | A B C D E F G H J K L M N O P Q R S T U V W X Y Z  |
| Pontécoulant    | Philippe Gustave Doulcet, Comte De Pontécoulant - Astronomo francese (1795-1874).                                       | 58,78° S   | 66,07° E    | 91,4 km   | A B C D E F G H J K L M                            |
| Popov           | Aleksandr Stepanovič Popov e Kiril Popov - Fisico russo (1859-1905) e astronomo bulgari (1880-1966).                    | 16,93° N   | 99,38° E    | 71,4 km   | D W                                                |
| Porter          | Russell Williams Porter - Progettista statunitense di telescopi (1871-1949).                                            | 56,15° S   | 349,82° E   | 51,46 km  | B C                                                |
| Posidonius      | Posidonio - Geografo greco (c. 135 - c. 51 a.C.).                                                                       | 31,88° N   | 29,99° E    | 95,06 km  | A B C E F G J M N P W Y Z                          |
| Poynting        | John Henry Poynting - Fisico britannico (1852-1914).                                                                    | 17,5° N    | 226,62° E   | 127,55 km | X                                                  |
| Prager          | Richard A. Prager - Astronomo tedesco-statunitense (1883-1945).                                                         | 3,99° S    | 130,78° E   | 53,9 km   | C E G                                              |
| Prandtl         | Ludwig Prandtl - Fisico tedesco (1875-1953).                                                                            | 59,62° S   | 141,54° E   | 87,53 km  | nessuno                                            |
| Priestley       | Joseph Priestley - Chimico britannico (1733-1804).                                                                      | 56,71° S   | 108,47° E   | 54,88 km  | K X                                                |
| Prinz           | Wilhelm Prinz - Astronomo belga-tedesco (1857-1910).                                                                    | 25,49° N   | 315,86° E   | 46,13 km  | (A) (B)                                            |
| Priscilla       | Priscilla - Nome femminile latino.                                                                                      | 10,96° S   | 353,79° E   | 1,5 km    | nessuno                                            |
| Proclus         | Proclo - Astronomo greco (410-485).                                                                                     | 16,09° N   | 46,89° E    | 26,91 km  | A C D E (F) G J K L M P R S T U V W X Y Z          |
| Proctor         | Mary Proctor - Astronoma statunitense (1862-1957).                                                                      | 46,43° S   | 354,96° E   | 47,64 km  | A B C D E F G H                                    |
| Protagoras      | Protagora - Filosofo greco (c. 485-415 a.C.).                                                                           | 56,02° N   | 7,34° E     | 21,05 km  | B E                                                |
| Ptolemaeus      | Claudio Tolomeo - Astronomo greco (c. 87-150).                                                                          | 9,16° S    | 358,16° E   | 153,67 km | (A) B C D E G H J K L M O P R S T W X Y            |
| Puiseux         | Pierre Puiseux - Astronomo francese (1855-1928).                                                                        | 27,82° S   | 320,81° E   | 24,95 km  | A B C D F G H                                      |
| Pupin           | Michele Idvorsky Pupin - Fisico statunitense di nascita serbo (1858-1935).                                              | 23,87° N   | 349° E      | 2,17 km   | nessuno                                            |
| Purbach         | Georg von Peuerbach - Astronomo austriaco (1423-1461).                                                                  | 25,51° S   | 357,97° E   | 114,97 km | A B C D E F G H J K L M N O P Q R S T U V W X Y    |
| Purkyně         | Jan Evangelista Purkyně - Fisiologo cecoslovacco (1787-1869).                                                           | 1,54° S    | 94,86° E    | 50,29 km  | D K S U V                                          |
| Pythagoras      | Pitagora - Matematico greco (fl. 532 a.C.).                                                                             | 63,68° N   | 297,02° E   | 144,55 km | B D G H K L M N P S T W                            |
| Pytheas         | Pitea - Geografo greco (fl. 308 a.C.).                                                                                  | 20,57° N   | 339,41° E   | 18,81 km  | A B C D E F G H J K L M N U W                      |

## Q
| Cratere  | Eponimo                                         | Latitudine | Longitudine | Diametro | Crateri minori |
| -------- | ----------------------------------------------- | ---------- | ----------- | -------- | -------------- |
| Quetelet | Adolphe Quetelet - Astronomo belga (1796-1874). | 42,66° N   | 224,7° E    | 54,77 km | T              |